# 2019-es IIHF divízió I-es jégkorong-világbajnokság
A 2019-es IIHF divízió I-es jégkorong-világbajnokság A csoportjának mérkőzéseit, Nur-Szultanban, Kazahsztán fővárosában, a B csoport mérkőzéseit pedig Tallinnban, Észtországban rendezték április 28. és május 5. között. A vb-n 12 válogatott vett részt, a két csoportban 6–6.

## A csoport

### Résztvevők
| Csapat           | Kvalifikáció                                     |
| ---------------- | ------------------------------------------------ |
| Fehéroroszország | A 2018-as főcsoport 15. helyezettje, kiesett.    |
| Dél-Korea        | A 2018-as főcsoport 16. helyezettje, kiesett.    |
| Kazahsztán       | Rendező, a 2018-as divízió I/A 3. helyezettje.   |
| Magyarország     | A 2018-as divízió I/A 4. helyezettje.            |
| Szlovénia        | a 2018-as divízió I/A 5. helyezettje.            |
| Litvánia         | A 2018-as divízió I/B 1. helyezettje, feljutott. |

### Tabella
| Hely. | Csapat           | M | Gy | HGy | HV | V | G+ | G– | Gk  | P  | Továbbjutás vagy kiesés  |
| ----- | ---------------- | - | -- | --- | -- | - | -- | -- | --- | -- | ------------------------ |
| 1.    | Kazahsztán (R)   | 5 | 4  | 1   | 0  | 0 | 16 | 7  | +9  | 14 | Feljutott a főcsoportba  |
| 2.    | Fehéroroszország | 5 | 3  | 0   | 1  | 1 | 14 | 1  | +13 | 10 | Feljutott a főcsoportba  |
| 3.    | Dél-Korea        | 5 | 3  | 0   | 0  | 2 | 16 | 11 | +5  | 9  |                          |
| 4.    | Szlovénia        | 5 | 2  | 0   | 0  | 3 | 21 | 12 | +9  | 6  |                          |
| 5.    | Magyarország     | 5 | 1  | 0   | 0  | 4 | 7  | 18 | −11 | 3  |                          |
| 6.    | Litvánia         | 5 | 1  | 0   | 0  | 4 | 7  | 21 | −14 | 3  | Kiesett a divízió I B-be |

1. 1 2  Litvánia 1–4 Magyarország

### Mérkőzések
| 2019. április 29. 12:30 (8:30) | Magyarország | 1–5 (1–1, 0–2, 0–2) | Dél-Korea | Barisz Aréna, Nur-Szultan Nézőszám: 922 |

| Jegyzőkönyv | Jegyzőkönyv  | Jegyzőkönyv                     | Jegyzőkönyv | Jegyzőkönyv                                                                                        |
| --- | ------------ | ------------------------------- | ----------- | -------------------------------------------------------------------------------------------------- |
| | Bálizs Bence | Kapusok                         | Matt Dalton | Játékvezetők: Alexandre Garon Roy Stian Hansen Vonalbírók: Nicolas Constantineau Markus Hagerstrom |
| \| \| 0–1 \| 15:01 – Shin Sang-h. \| \| Hári (Galló, Stipsicz) – 15:46 \| 1–1 \| \| \| \| 1–2 \| 21:42 – Ahn (Kim S., Kim K.) \| \| \| 1–3 \| 28:06 – Kim S. (Jeon, Ahn) (PP) \| \| \| 1–4 \| 48:48 – Kim K. (Kim S., Ahn) \| \| \| 1–5 \| 49:29 – Kim S. (Ahn) \| |              |                                 |             | Játékvezetők: Alexandre Garon Roy Stian Hansen Vonalbírók: Nicolas Constantineau Markus Hagerstrom |
| 20 perc | Büntetések   | 8 perc                          |             | Játékvezetők: Alexandre Garon Roy Stian Hansen Vonalbírók: Nicolas Constantineau Markus Hagerstrom |
| 37 | Lövések      | 28                              |             | Játékvezetők: Alexandre Garon Roy Stian Hansen Vonalbírók: Nicolas Constantineau Markus Hagerstrom |
| | 0–1          | 15:01 – Shin Sang-h.            |             | Játékvezetők: Alexandre Garon Roy Stian Hansen Vonalbírók: Nicolas Constantineau Markus Hagerstrom |
| Hári (Galló, Stipsicz) – 15:46 | 1–1          |                                 |             | Játékvezetők: Alexandre Garon Roy Stian Hansen Vonalbírók: Nicolas Constantineau Markus Hagerstrom |
| | 1–2          | 21:42 – Ahn (Kim S., Kim K.)    |             | Játékvezetők: Alexandre Garon Roy Stian Hansen Vonalbírók: Nicolas Constantineau Markus Hagerstrom |
| | 1–3          | 28:06 – Kim S. (Jeon, Ahn) (PP) |             | |
| | 1–4          | 48:48 – Kim K. (Kim S., Ahn)    |             | |
| | 1–5          | 49:29 – Kim S. (Ahn)            |             | |

| 2019. április 29. 16:00 (12:00) | Litvánia | 3–4 (2–3, 0–0, 1–1) | Fehéroroszország | Barisz Aréna, Nur-Szultan Nézőszám: 625 |

| Jegyzőkönyv | Jegyzőkönyv    | Jegyzőkönyv                           | Jegyzőkönyv      | Jegyzőkönyv                                                                                |
| --- | -------------- | ------------------------------------- | ---------------- | ------------------------------------------------------------------------------------------ |
| | Mantas Armalis | Kapusok                               | Dmitri Milchakov | Játékvezetők: Christoffer Holm Yuri Oskirko Vonalbírók: Frederic Monnaie Tobias Nordlander |
| \| Bogdziul (SH) – 02:52 \| 1–0 \| \| \| Zubrus (Krakauskas, Bogdziul) – 08:23 \| 2–0 \| \| \| \| 2–1 \| 08:51 – Lopachuk \| \| \| 2–2 \| 15:52 – S. Malyavko (A. Malyavko) \| \| \| 2–3 \| 16:35 – Platt (Kovyrshin) \| \| \| 2–4 \| 43:00 – Feoktistov (Lisovets, Bailen) \| \| Gintautas (Četvertak, Čižas) – 52:34 \| 3–4 \| \| |                |                                       |                  | Játékvezetők: Christoffer Holm Yuri Oskirko Vonalbírók: Frederic Monnaie Tobias Nordlander |
| 4 perc | Büntetések     | 2 perc                                |                  | Játékvezetők: Christoffer Holm Yuri Oskirko Vonalbírók: Frederic Monnaie Tobias Nordlander |
| 13 | Lövések        | 39                                    |                  | Játékvezetők: Christoffer Holm Yuri Oskirko Vonalbírók: Frederic Monnaie Tobias Nordlander |
| Bogdziul (SH) – 02:52 | 1–0            |                                       |                  | Játékvezetők: Christoffer Holm Yuri Oskirko Vonalbírók: Frederic Monnaie Tobias Nordlander |
| Zubrus (Krakauskas, Bogdziul) – 08:23 | 2–0            |                                       |                  | Játékvezetők: Christoffer Holm Yuri Oskirko Vonalbírók: Frederic Monnaie Tobias Nordlander |
| | 2–1            | 08:51 – Lopachuk                      |                  | Játékvezetők: Christoffer Holm Yuri Oskirko Vonalbírók: Frederic Monnaie Tobias Nordlander |
| | 2–2            | 15:52 – S. Malyavko (A. Malyavko)     |                  |                                                                                            |
| | 2–3            | 16:35 – Platt (Kovyrshin)             |                  |                                                                                            |
| | 2–4            | 43:00 – Feoktistov (Lisovets, Bailen) |                  |                                                                                            |
| Gintautas (Četvertak, Čižas) – 52:34 | 3–4            |                                       |                  |                                                                                            |

| 2019. április 29. 19:30 (15:30) | Szlovénia | 2–3 (0–3, 2–0, 0–0) | Kazahsztán | Barisz Aréna, Nur-Szultan Nézőszám: 7923 |

| Jegyzőkönyv | Jegyzőkönyv     | Jegyzőkönyv                                | Jegyzőkönyv     | Jegyzőkönyv                                                                         |
| --- | --------------- | ------------------------------------------ | --------------- | ----------------------------------------------------------------------------------- |
| | Matija Pintarič | Kapusok                                    | Henrik Karlsson | Játékvezetők: Robin Sir Kristian Vikman Vonalbírók: Roman Vyleta Alexander Waldejer |
| \| \| 0–1 \| 03:54 – Mikhailis (Dietz, St. Pierre) (PP) \| \| \| 0–2 \| 09:45 – Nekryach \| \| \| 0–3 \| 15:09 – Mikhailis (Boyd, Dietz) (PP) \| \| Kuralt (Ograjenšek) – 38:03 \| 1–3 \| \| \| Rodman (Kopitar, Podlipnik) (PP) – 38:24 \| 2–3 \| \| |                 |                                            |                 | Játékvezetők: Robin Sir Kristian Vikman Vonalbírók: Roman Vyleta Alexander Waldejer |
| 10 perc | Büntetések      | 4 perc                                     |                 | Játékvezetők: Robin Sir Kristian Vikman Vonalbírók: Roman Vyleta Alexander Waldejer |
| 23 | Lövések         | 34                                         |                 | Játékvezetők: Robin Sir Kristian Vikman Vonalbírók: Roman Vyleta Alexander Waldejer |
| | 0–1             | 03:54 – Mikhailis (Dietz, St. Pierre) (PP) |                 | Játékvezetők: Robin Sir Kristian Vikman Vonalbírók: Roman Vyleta Alexander Waldejer |
| | 0–2             | 09:45 – Nekryach                           |                 | Játékvezetők: Robin Sir Kristian Vikman Vonalbírók: Roman Vyleta Alexander Waldejer |
| | 0–3             | 15:09 – Mikhailis (Boyd, Dietz) (PP)       |                 | Játékvezetők: Robin Sir Kristian Vikman Vonalbírók: Roman Vyleta Alexander Waldejer |
| Kuralt (Ograjenšek) – 38:03 | 1–3             |                                            |                 |                                                                                     |
| Rodman (Kopitar, Podlipnik) (PP) – 38:24 | 2–3             |                                            |                 |                                                                                     |

| 2019. április 30. 16:00 (12:00) | Dél-Korea | 5–3 (1–3, 3–0, 1–0) | Szlovénia | Barisz Aréna, Nur-Szultan Nézőszám: 780 |

| Jegyzőkönyv | Jegyzőkönyv | Jegyzőkönyv                                | Jegyzőkönyv     | Jegyzőkönyv                                                                                      |
| --- | ----------- | ------------------------------------------ | --------------- | ------------------------------------------------------------------------------------------------ |
| | Matt Dalton | Kapusok                                    | Matija Pintarič | Játékvezetők: Christoffer Holm Marc Alain Wiegand Vonalbírók: Frederic Monnaie Tobias Nordlander |
| \| Kim K. (Kim S.) – 04:35 \| 1–0 \| \| \| \| 1–1 \| 08:32 – Rodman (Kopitar, Podlipnik) (PP) \| \| \| 1–2 \| 12:05 – Ograjenšek (Gregorc, Magovac) (PP) \| \| \| 1–3 \| 16:03 – Sabolič (Rodman, Kopitar) \| \| Kim Won-jun (Park J., Jeon) – 27:40 \| 2–3 \| \| \| Kim S. (Kim K.) (PP) – 29:32 \| 3–3 \| \| \| Kim Hyun-s. (Lee Yo., Kim Won-jung) – 30:08 \| 4–3 \| \| \| Shin Sang-h. (Plante) (EN) – 59:22 \| 5–3 \| \| |             |                                            |                 | Játékvezetők: Christoffer Holm Marc Alain Wiegand Vonalbírók: Frederic Monnaie Tobias Nordlander |
| 12 perc | Büntetések  | 4 perc                                     |                 | Játékvezetők: Christoffer Holm Marc Alain Wiegand Vonalbírók: Frederic Monnaie Tobias Nordlander |
| 24 | Lövések     | 44                                         |                 | Játékvezetők: Christoffer Holm Marc Alain Wiegand Vonalbírók: Frederic Monnaie Tobias Nordlander |
| Kim K. (Kim S.) – 04:35 | 1–0         |                                            |                 | Játékvezetők: Christoffer Holm Marc Alain Wiegand Vonalbírók: Frederic Monnaie Tobias Nordlander |
| | 1–1         | 08:32 – Rodman (Kopitar, Podlipnik) (PP)   |                 | Játékvezetők: Christoffer Holm Marc Alain Wiegand Vonalbírók: Frederic Monnaie Tobias Nordlander |
| | 1–2         | 12:05 – Ograjenšek (Gregorc, Magovac) (PP) |                 | Játékvezetők: Christoffer Holm Marc Alain Wiegand Vonalbírók: Frederic Monnaie Tobias Nordlander |
| | 1–3         | 16:03 – Sabolič (Rodman, Kopitar)          |                 |                                                                                                  |
| Kim Won-jun (Park J., Jeon) – 27:40 | 2–3         |                                            |                 |                                                                                                  |
| Kim S. (Kim K.) (PP) – 29:32 | 3–3         |                                            |                 |                                                                                                  |
| Kim Hyun-s. (Lee Yo., Kim Won-jung) – 30:08 | 4–3         |                                            |                 |                                                                                                  |
| Shin Sang-h. (Plante) (EN) – 59:22 | 5–3         |                                            |                 |                                                                                                  |

| 2019. április 30. 19:30 (15:30) | Fehéroroszország | 3–1 (1–0, 1–0, 1–1) | Magyarország | Barisz Aréna, Nur-Szultan Nézőszám: 648 |

| Jegyzőkönyv | Jegyzőkönyv      | Jegyzőkönyv                        | Jegyzőkönyv | Jegyzőkönyv                                                                   |
| --- | ---------------- | ---------------------------------- | ----------- | ----------------------------------------------------------------------------- |
| | Dmitri Milchakov | Kapusok                            | Vay Ádám    | Játékvezetők: Robin Šír Kristian Vikman Vonalbírók: Park Jun-soo Roman Výleta |
| \| Feoktistov (Kitarov, Bokun) – 04:32 \| 1–0 \| \| \| Lisovets (Platt, Kovyrshin) – 29:49 \| 2–0 \| \| \| Platt (Bailen, Demkov) (PP2) – 45:29 \| 3–0 \| \| \| \| 3–1 \| 54:31 – Galló (Vas, Stipsicz) (PP) \| |                  |                                    |             | Játékvezetők: Robin Šír Kristian Vikman Vonalbírók: Park Jun-soo Roman Výleta |
| 8 perc | Büntetések       | 4 perc                             |             | Játékvezetők: Robin Šír Kristian Vikman Vonalbírók: Park Jun-soo Roman Výleta |
| 29 | Lövések          | 30                                 |             | Játékvezetők: Robin Šír Kristian Vikman Vonalbírók: Park Jun-soo Roman Výleta |
| Feoktistov (Kitarov, Bokun) – 04:32 | 1–0              |                                    |             | Játékvezetők: Robin Šír Kristian Vikman Vonalbírók: Park Jun-soo Roman Výleta |
| Lisovets (Platt, Kovyrshin) – 29:49 | 2–0              |                                    |             | Játékvezetők: Robin Šír Kristian Vikman Vonalbírók: Park Jun-soo Roman Výleta |
| Platt (Bailen, Demkov) (PP2) – 45:29 | 3–0              |                                    |             | Játékvezetők: Robin Šír Kristian Vikman Vonalbírók: Park Jun-soo Roman Výleta |
| | 3–1              | 54:31 – Galló (Vas, Stipsicz) (PP) |             |                                                                               |

| 2019. május 1. 16:30 (12:30) | Kazahsztán | 3–1 (1–0, 1–0, 1–1) | Litvánia | Barisz Aréna, Nur-Szultan Nézőszám: 7265 |

| Jegyzőkönyv | Jegyzőkönyv     | Jegyzőkönyv                        | Jegyzőkönyv    | Jegyzőkönyv                                                                                       |
| --- | --------------- | ---------------------------------- | -------------- | ------------------------------------------------------------------------------------------------- |
| | Henrik Karlsson | Kapusok                            | Mantas Armalis | Játékvezetők: Alexandre Garon Marc Alain Wiegand Vonalbírók: Markus Hägerström Alexander Waldejer |
| \| Boyd (Bochenski, Sagadeyev) (PP) – 10:13 \| 1–0 \| \| \| Kleshchenko (Sagadeyev, Bochenski) – 31:21 \| 2–0 \| \| \| \| 2–1 \| 41:25 – Domeika (Četvertak, Čižas) \| \| Dietz (Metalnikov, Karlsson) (PP) – 59:21 \| 3–1 \| \| |                 |                                    |                | Játékvezetők: Alexandre Garon Marc Alain Wiegand Vonalbírók: Markus Hägerström Alexander Waldejer |
| 0 perc | Büntetések      | 6 perc                             |                | Játékvezetők: Alexandre Garon Marc Alain Wiegand Vonalbírók: Markus Hägerström Alexander Waldejer |
| 40 | Lövések         | 13                                 |                | Játékvezetők: Alexandre Garon Marc Alain Wiegand Vonalbírók: Markus Hägerström Alexander Waldejer |
| Boyd (Bochenski, Sagadeyev) (PP) – 10:13 | 1–0             |                                    |                | Játékvezetők: Alexandre Garon Marc Alain Wiegand Vonalbírók: Markus Hägerström Alexander Waldejer |
| Kleshchenko (Sagadeyev, Bochenski) – 31:21 | 2–0             |                                    |                | Játékvezetők: Alexandre Garon Marc Alain Wiegand Vonalbírók: Markus Hägerström Alexander Waldejer |
| | 2–1             | 41:25 – Domeika (Četvertak, Čižas) |                | Játékvezetők: Alexandre Garon Marc Alain Wiegand Vonalbírók: Markus Hägerström Alexander Waldejer |
| Dietz (Metalnikov, Karlsson) (PP) – 59:21 | 3–1             |                                    |                |                                                                                                   |

| 2019. május 2. 12:30 (8:30) | Litvánia | 1–4 (1–2, 0–2, 0–0) | Magyarország | Barisz Aréna, Nur-Szultan Nézőszám: 513 |

| Jegyzőkönyv | Jegyzőkönyv    | Jegyzőkönyv                        | Jegyzőkönyv | Jegyzőkönyv                                                                                    |
| --- | -------------- | ---------------------------------- | ----------- | ---------------------------------------------------------------------------------------------- |
| | Mantas Armalis | Kapusok                            | Vay Ádám    | Játékvezetők: Roy Stian Hansen Christoffer Holm Vonalbírók: Frederic Monnaie Tobias Nordlander |
| \| \| 0–1 \| 08:42 – Bartalis (Nagy, Stipsicz) \| \| \| 0–2 \| 15:26 – Bartalis (Szirányi, Wehrs) \| \| Kumeliauskas (Bosas) (PP) – 18:59 \| 1–2 \| \| \| \| 1–3 \| 26:14 – Erdély (Vas, Hári) (PP) \| \| \| 1–4 \| 36:04 – Sofron (Bartalis) \| |                |                                    |             | Játékvezetők: Roy Stian Hansen Christoffer Holm Vonalbírók: Frederic Monnaie Tobias Nordlander |
| 4 perc | Büntetések     | 31 perc                            |             | Játékvezetők: Roy Stian Hansen Christoffer Holm Vonalbírók: Frederic Monnaie Tobias Nordlander |
| 24 | Lövések        | 41                                 |             | Játékvezetők: Roy Stian Hansen Christoffer Holm Vonalbírók: Frederic Monnaie Tobias Nordlander |
| | 0–1            | 08:42 – Bartalis (Nagy, Stipsicz)  |             | Játékvezetők: Roy Stian Hansen Christoffer Holm Vonalbírók: Frederic Monnaie Tobias Nordlander |
| | 0–2            | 15:26 – Bartalis (Szirányi, Wehrs) |             | Játékvezetők: Roy Stian Hansen Christoffer Holm Vonalbírók: Frederic Monnaie Tobias Nordlander |
| Kumeliauskas (Bosas) (PP) – 18:59 | 1–2            |                                    |             | Játékvezetők: Roy Stian Hansen Christoffer Holm Vonalbírók: Frederic Monnaie Tobias Nordlander |
| | 1–3            | 26:14 – Erdély (Vas, Hári) (PP)    |             |                                                                                                |
| | 1–4            | 36:04 – Sofron (Bartalis)          |             |                                                                                                |

| 2019. május 2. 16:00 (12:00) | Fehéroroszország | 4–1 (1–0, 0–0, 3–1) | Szlovénia | Barisz Aréna, Nur-Szultan Nézőszám: 555 |

| Jegyzőkönyv | Jegyzőkönyv      | Jegyzőkönyv              | Jegyzőkönyv  | Jegyzőkönyv                                                                                 |
| --- | ---------------- | ------------------------ | ------------ | ------------------------------------------------------------------------------------------- |
| | Dmitri Milchakov | Kapusok                  | Luka Gračnar | Játékvezetők: Alexandre Garon Marc Alain Wiegand Vonalbírók: Markus Hägerström Park Jun-soo |
| \| Sharangovich (Lisovets, Kisly) (PP) – 03:24 \| 1–0 \| \| \| \| 1–1 \| 43:30 – Sabolič (Rodman) \| \| Yevenko (Platt, Kovyrshin) – 45:42 \| 2–1 \| \| \| Platt (Demkov, Kovyrshin) – 49:12 \| 3–1 \| \| \| Demkov (EN) – 58:49 \| 4–1 \| \| |                  |                          |              | Játékvezetők: Alexandre Garon Marc Alain Wiegand Vonalbírók: Markus Hägerström Park Jun-soo |
| 12 perc | Büntetések       | 6 perc                   |              | Játékvezetők: Alexandre Garon Marc Alain Wiegand Vonalbírók: Markus Hägerström Park Jun-soo |
| 31 | Lövések          | 21                       |              | Játékvezetők: Alexandre Garon Marc Alain Wiegand Vonalbírók: Markus Hägerström Park Jun-soo |
| Sharangovich (Lisovets, Kisly) (PP) – 03:24 | 1–0              |                          |              | Játékvezetők: Alexandre Garon Marc Alain Wiegand Vonalbírók: Markus Hägerström Park Jun-soo |
| | 1–1              | 43:30 – Sabolič (Rodman) |              | Játékvezetők: Alexandre Garon Marc Alain Wiegand Vonalbírók: Markus Hägerström Park Jun-soo |
| Yevenko (Platt, Kovyrshin) – 45:42 | 2–1              |                          |              | Játékvezetők: Alexandre Garon Marc Alain Wiegand Vonalbírók: Markus Hägerström Park Jun-soo |
| Platt (Demkov, Kovyrshin) – 49:12 | 3–1              |                          |              |                                                                                             |
| Demkov (EN) – 58:49 | 4–1              |                          |              |                                                                                             |

| 2019. május 2. 19:30 (15:30) | Dél-Korea | 1–4 (0–2, 0–1, 1–1) | Kazahsztán | Barisz Aréna, Nur-Szultan Nézőszám: 5766 |

| Jegyzőkönyv | Jegyzőkönyv | Jegyzőkönyv                               | Jegyzőkönyv     | Jegyzőkönyv                                                                               |
| --- | ----------- | ----------------------------------------- | --------------- | ----------------------------------------------------------------------------------------- |
| | Matt Dalton | Kapusok                                   | Henrik Karlsson | Játékvezetők: Yuri Oskirko Kristian Vikman Vonalbírók: Nicolas Constantineau Roman Výleta |
| \| \| 0–1 \| 03:57 – Akolzin (Maklyukov, Metalnikov) \| \| \| 0–2 \| 16:46 – Metalnikov (Mikhailis, Bochenski) \| \| \| 0–3 \| 29:45 – Shevchenko (Zhailauov, Dietz) \| \| Shin Sang-w. (Kim Hyun-s., Cho) – 50:13 \| 1–3 \| \| \| \| 1–4 \| 52:30 – Kleshenko (Mikhailis, St. Pierre) \| |             |                                           |                 | Játékvezetők: Yuri Oskirko Kristian Vikman Vonalbírók: Nicolas Constantineau Roman Výleta |
| 4 perc | Büntetések  | 6 perc                                    |                 | Játékvezetők: Yuri Oskirko Kristian Vikman Vonalbírók: Nicolas Constantineau Roman Výleta |
| 18 | Lövések     | 39                                        |                 | Játékvezetők: Yuri Oskirko Kristian Vikman Vonalbírók: Nicolas Constantineau Roman Výleta |
| | 0–1         | 03:57 – Akolzin (Maklyukov, Metalnikov)   |                 | Játékvezetők: Yuri Oskirko Kristian Vikman Vonalbírók: Nicolas Constantineau Roman Výleta |
| | 0–2         | 16:46 – Metalnikov (Mikhailis, Bochenski) |                 | Játékvezetők: Yuri Oskirko Kristian Vikman Vonalbírók: Nicolas Constantineau Roman Výleta |
| | 0–3         | 29:45 – Shevchenko (Zhailauov, Dietz)     |                 | Játékvezetők: Yuri Oskirko Kristian Vikman Vonalbírók: Nicolas Constantineau Roman Výleta |
| Shin Sang-w. (Kim Hyun-s., Cho) – 50:13 | 1–3         |                                           |                 |                                                                                           |
| | 1–4         | 52:30 – Kleshenko (Mikhailis, St. Pierre) |                 |                                                                                           |

| 2019. május 3. 19:30 (15:30) | Magyarország | 0–6 (0–1, 0–3, 0–2) | Szlovénia | Barisz Aréna, Nur-Szultan Nézőszám: 1012 |

| Jegyzőkönyv | Jegyzőkönyv           | Jegyzőkönyv                           | Jegyzőkönyv  | Jegyzőkönyv                                                                                |
| --- | --------------------- | ------------------------------------- | ------------ | ------------------------------------------------------------------------------------------ |
| | Vay Ádám Bálizs Bence | Kapusok                               | Luka Gračnar | Játékvezetők: Roy Stian Hansen Yuri Oskirko Vonalbírók: Nicolas Constantineau Park Jun-soo |
| \| \| 0–1 \| 13:57 – Štebih (Drozg, Goličič) \| \| \| 0–2 \| 20:59 – Drozg (Sabolič, Kopitar) (PP) \| \| \| 0–3 \| 23:16 – Drozg (Zajc, Goličič) \| \| \| 0–4 \| 30:22 – Kuralt (Magovac) \| \| \| 0–5 \| 54:11 – Kopitar (Rodman) \| \| \| 0–6 \| 58:33 – Hebar (Pance) (SH) \| |                       |                                       |              | Játékvezetők: Roy Stian Hansen Yuri Oskirko Vonalbírók: Nicolas Constantineau Park Jun-soo |
| 6 perc | Büntetések            | 6 perc                                |              | Játékvezetők: Roy Stian Hansen Yuri Oskirko Vonalbírók: Nicolas Constantineau Park Jun-soo |
| 25 | Lövések               | 34                                    |              | Játékvezetők: Roy Stian Hansen Yuri Oskirko Vonalbírók: Nicolas Constantineau Park Jun-soo |
| | 0–1                   | 13:57 – Štebih (Drozg, Goličič)       |              | Játékvezetők: Roy Stian Hansen Yuri Oskirko Vonalbírók: Nicolas Constantineau Park Jun-soo |
| | 0–2                   | 20:59 – Drozg (Sabolič, Kopitar) (PP) |              | Játékvezetők: Roy Stian Hansen Yuri Oskirko Vonalbírók: Nicolas Constantineau Park Jun-soo |
| | 0–3                   | 23:16 – Drozg (Zajc, Goličič)         |              | Játékvezetők: Roy Stian Hansen Yuri Oskirko Vonalbírók: Nicolas Constantineau Park Jun-soo |
| | 0–4                   | 30:22 – Kuralt (Magovac)              |              |                                                                                            |
| | 0–5                   | 54:11 – Kopitar (Rodman)              |              |                                                                                            |
| | 0–6                   | 58:33 – Hebar (Pance) (SH)            |              |                                                                                            |

| 2019. május 4. 14:00 (10:00) | Dél-Korea | 1–2 (0–1, 0–0, 1–1) | Litvánia | Barisz Aréna, Nur-Szultan Nézőszám: 321 |

| Jegyzőkönyv | Jegyzőkönyv | Jegyzőkönyv                                   | Jegyzőkönyv    | Jegyzőkönyv                                                                                |
| --- | ----------- | --------------------------------------------- | -------------- | ------------------------------------------------------------------------------------------ |
| | Matt Dalton | Kapusok                                       | Mantas Armalis | Játékvezetők: Christoffer Holm Kristian Vikman Vonalbírók: Roman Výleta Alexander Waldejer |
| \| \| 0–1 \| 13:16 – Kumeliauskas (Ališauskas, Bosas) (PP) \| \| Kim S. (Kim K., Lee D.) – 42:26 \| 1–1 \| \| \| \| 1–2 \| 49:32 – Gintautas (Katulis) \| |             |                                               |                | Játékvezetők: Christoffer Holm Kristian Vikman Vonalbírók: Roman Výleta Alexander Waldejer |
| 4 perc | Büntetések  | 4 perc                                        |                | Játékvezetők: Christoffer Holm Kristian Vikman Vonalbírók: Roman Výleta Alexander Waldejer |
| 35 | Lövések     | 24                                            |                | Játékvezetők: Christoffer Holm Kristian Vikman Vonalbírók: Roman Výleta Alexander Waldejer |
| | 0–1         | 13:16 – Kumeliauskas (Ališauskas, Bosas) (PP) |                | Játékvezetők: Christoffer Holm Kristian Vikman Vonalbírók: Roman Výleta Alexander Waldejer |
| Kim S. (Kim K., Lee D.) – 42:26 | 1–1         |                                               |                | Játékvezetők: Christoffer Holm Kristian Vikman Vonalbírók: Roman Výleta Alexander Waldejer |
| | 1–2         | 49:32 – Gintautas (Katulis)                   |                | Játékvezetők: Christoffer Holm Kristian Vikman Vonalbírók: Roman Výleta Alexander Waldejer |

| 2019. május 4. 17:30 (13:30) | Kazahsztán | 3–2 (h.u.) (2–0, 0–1, 0–1) (h.u.: 1–0) | Fehéroroszország | Barisz Aréna, Nur-Szultan Nézőszám: 7418 |

| Jegyzőkönyv | Jegyzőkönyv     | Jegyzőkönyv                          | Jegyzőkönyv      | Jegyzőkönyv                                                                                |
| --- | --------------- | ------------------------------------ | ---------------- | ------------------------------------------------------------------------------------------ |
| | Henrik Karlsson | Kapusok                              | Dmitri Milchakov | Játékvezetők: Alexandre Garon Robin Šír Vonalbírók: Nicolas Constantineau Frederic Monnaie |
| \| Mikhailis (St. Pierre, Bochenski) – 08:36 \| 1–0 \| \| \| Zhailauov (Rymarev) – 15:12 \| 2–0 \| \| \| \| 2–1 \| 26:49 – Demkov (Platt) \| \| \| 2–2 \| 44:16 – Feoktistov (Volkov, Kitarov) \| \| Shestakov (Asetov, Metalnikov) – 63:42 \| 3–2 \| \| |                 |                                      |                  | Játékvezetők: Alexandre Garon Robin Šír Vonalbírók: Nicolas Constantineau Frederic Monnaie |
| 4 perc | Büntetések      | 10 perc                              |                  | Játékvezetők: Alexandre Garon Robin Šír Vonalbírók: Nicolas Constantineau Frederic Monnaie |
| 42 | Lövések         | 170                                  |                  | Játékvezetők: Alexandre Garon Robin Šír Vonalbírók: Nicolas Constantineau Frederic Monnaie |
| Mikhailis (St. Pierre, Bochenski) – 08:36 | 1–0             |                                      |                  | Játékvezetők: Alexandre Garon Robin Šír Vonalbírók: Nicolas Constantineau Frederic Monnaie |
| Zhailauov (Rymarev) – 15:12 | 2–0             |                                      |                  | Játékvezetők: Alexandre Garon Robin Šír Vonalbírók: Nicolas Constantineau Frederic Monnaie |
| | 2–1             | 26:49 – Demkov (Platt)               |                  | Játékvezetők: Alexandre Garon Robin Šír Vonalbírók: Nicolas Constantineau Frederic Monnaie |
| | 2–2             | 44:16 – Feoktistov (Volkov, Kitarov) |                  |                                                                                            |
| Shestakov (Asetov, Metalnikov) – 63:42 | 3–2             |                                      |                  |                                                                                            |

| 2019. május 5. 12:30 (8:30) | Szlovénia | 9–0 (2–0, 4–0, 3–0) | Litvánia | Barisz Aréna, Nur-Szultan Nézőszám: 361 |

| Jegyzőkönyv | Jegyzőkönyv  | Jegyzőkönyv | Jegyzőkönyv                   | Jegyzőkönyv                                                                                  |
| --- | ------------ | ----------- | ----------------------------- | -------------------------------------------------------------------------------------------- |
| | Luka Gračnar | Kapusok     | Mantas Armalis Laurynas Lubys | Játékvezetők: Yuri Oskirko Marc Alain Wiegand Vonalbírók: Nicolas Constantineau Park Jun-soo |
| \| Sabolič (Kovačevič, Kopitar) – 03:54 \| 1–0 \| \| \| Drozg (Zajc, Repe) – 16:16 \| 2–0 \| \| \| Kopitar (Kovačevič, Sabolič) – 28:16 \| 3–0 \| \| \| Čimžar (Podlipnik, Hebar) – 28:48 \| 4–0 \| \| \| Goličič (Drozg, Zajc) – 34:47 \| 5–0 \| \| \| Ograjenšek (Kuralt, Verlič) – 39:29 \| 6–0 \| \| \| Drozg (Zajc, Goličič) – 49:05 \| 7–0 \| \| \| Magovac (Kalan) – 55:23 \| 8–0 \| \| \| Drozg (Kalan) – 59:01 \| 9–0 \| \| |              |             |                               | Játékvezetők: Yuri Oskirko Marc Alain Wiegand Vonalbírók: Nicolas Constantineau Park Jun-soo |
| 18 perc | Büntetések   | 10 perc     |                               | Játékvezetők: Yuri Oskirko Marc Alain Wiegand Vonalbírók: Nicolas Constantineau Park Jun-soo |
| 35 | Lövések      | 31          |                               | Játékvezetők: Yuri Oskirko Marc Alain Wiegand Vonalbírók: Nicolas Constantineau Park Jun-soo |
| Sabolič (Kovačevič, Kopitar) – 03:54 | 1–0          |             |                               | Játékvezetők: Yuri Oskirko Marc Alain Wiegand Vonalbírók: Nicolas Constantineau Park Jun-soo |
| Drozg (Zajc, Repe) – 16:16 | 2–0          |             |                               | Játékvezetők: Yuri Oskirko Marc Alain Wiegand Vonalbírók: Nicolas Constantineau Park Jun-soo |
| Kopitar (Kovačevič, Sabolič) – 28:16 | 3–0          |             |                               | Játékvezetők: Yuri Oskirko Marc Alain Wiegand Vonalbírók: Nicolas Constantineau Park Jun-soo |
| Čimžar (Podlipnik, Hebar) – 28:48 | 4–0          |             |                               |                                                                                              |
| Goličič (Drozg, Zajc) – 34:47 | 5–0          |             |                               |                                                                                              |
| Ograjenšek (Kuralt, Verlič) – 39:29 | 6–0          |             |                               |                                                                                              |
| Drozg (Zajc, Goličič) – 49:05 | 7–0          |             |                               |                                                                                              |
| Magovac (Kalan) – 55:23 | 8–0          |             |                               |                                                                                              |
| Drozg (Kalan) – 59:01 | 9–0          |             |                               |                                                                                              |

| 2019. május 5. 16:00 (12:00) | Fehéroroszország | 1–4 (1–0, 0–1, 0–3) | Dél-Korea | Barisz Aréna, Nur-Szultan Nézőszám: 349 |

| Jegyzőkönyv | Jegyzőkönyv      | Jegyzőkönyv                        | Jegyzőkönyv | Jegyzőkönyv                                                                                    |
| --- | ---------------- | ---------------------------------- | ----------- | ---------------------------------------------------------------------------------------------- |
| | Dmitri Milchakov | Kapusok                            | Matt Dalton | Játékvezetők: Roy Stian Hansen Kristian Vikman Vonalbírók: Frederic Monnaie Alexander Waldejer |
| \| Demkov (Platt) – 02:39 \| 1–0 \| \| \| \| 1–1 \| 28:48 – Shin Sang-h. \| \| \| 1–2 \| 49:07 – Shin Sang-h. (Plante, Cho) \| \| \| 1–3 \| 56:36 – Shin Sang-h. (Lee C.) \| \| \| 1–4 \| 58:47 – Shin Sang-h. (Cho) (EN) \| |                  |                                    |             | Játékvezetők: Roy Stian Hansen Kristian Vikman Vonalbírók: Frederic Monnaie Alexander Waldejer |
| 0 perc | Büntetések       | 4 perc                             |             | Játékvezetők: Roy Stian Hansen Kristian Vikman Vonalbírók: Frederic Monnaie Alexander Waldejer |
| 30 | Lövések          | 23                                 |             | Játékvezetők: Roy Stian Hansen Kristian Vikman Vonalbírók: Frederic Monnaie Alexander Waldejer |
| Demkov (Platt) – 02:39 | 1–0              |                                    |             | Játékvezetők: Roy Stian Hansen Kristian Vikman Vonalbírók: Frederic Monnaie Alexander Waldejer |
| | 1–1              | 28:48 – Shin Sang-h.               |             | Játékvezetők: Roy Stian Hansen Kristian Vikman Vonalbírók: Frederic Monnaie Alexander Waldejer |
| | 1–2              | 49:07 – Shin Sang-h. (Plante, Cho) |             | Játékvezetők: Roy Stian Hansen Kristian Vikman Vonalbírók: Frederic Monnaie Alexander Waldejer |
| | 1–3              | 56:36 – Shin Sang-h. (Lee C.)      |             |                                                                                                |
| | 1–4              | 58:47 – Shin Sang-h. (Cho) (EN)    |             |                                                                                                |

| 2019. május 5. 19:30 (15:30) | Kazahsztán | 3–1 (0–0, 1–0, 2–1) | Magyarország | Barisz Aréna, Nur-Szultan Nézőszám: 7096 |

| Jegyzőkönyv | Jegyzőkönyv        | Jegyzőkönyv               | Jegyzőkönyv  | Jegyzőkönyv                                                                              |
| --- | ------------------ | ------------------------- | ------------ | ---------------------------------------------------------------------------------------- |
| | Sergei Kudryavtsev | Kapusok                   | Bálizs Bence | Játékvezetők: Christoffer Holm Robin Šír Vonalbírók: Markus Hägerström Tobias Nordlander |
| \| Mikhailis (Kleshenko, Kudryavtsev) – 23:50 \| 1–0 \| \| \| Nekryach (Rymarev, Zhailauov) (PP) – 41:52 \| 2–0 \| \| \| \| 2–1 \| 45:51 – Sofron (Szirányi) \| \| Rymarev (Zhailauov, Dietz) (PP) – 57:15 \| 3–1 \| \| |                    |                           |              | Játékvezetők: Christoffer Holm Robin Šír Vonalbírók: Markus Hägerström Tobias Nordlander |
| 2 perc | Büntetések         | 8 perc                    |              | Játékvezetők: Christoffer Holm Robin Šír Vonalbírók: Markus Hägerström Tobias Nordlander |
| 35 | Lövések            | 32                        |              | Játékvezetők: Christoffer Holm Robin Šír Vonalbírók: Markus Hägerström Tobias Nordlander |
| Mikhailis (Kleshenko, Kudryavtsev) – 23:50 | 1–0                |                           |              | Játékvezetők: Christoffer Holm Robin Šír Vonalbírók: Markus Hägerström Tobias Nordlander |
| Nekryach (Rymarev, Zhailauov) (PP) – 41:52 | 2–0                |                           |              | Játékvezetők: Christoffer Holm Robin Šír Vonalbírók: Markus Hägerström Tobias Nordlander |
| | 2–1                | 45:51 – Sofron (Szirányi) |              | Játékvezetők: Christoffer Holm Robin Šír Vonalbírók: Markus Hägerström Tobias Nordlander |
| Rymarev (Zhailauov, Dietz) (PP) – 57:15 | 3–1                |                           |              |                                                                                          |

## B csoport

### Résztvevők
| Csapat        | Kvalifikáció                                      |
| ------------- | ------------------------------------------------- |
| Lengyelország | A 2018-as divízió I/A 6. helyezettje, kiesett.    |
| Japán         | A 2018-as divízió I/B 2. helyezettje.             |
| Észtország    | Rendező, A 2018-as divízió I/B 3. helyezettje.    |
| Ukrajna       | A 2018-as divízió I/B 4. helyezettje.             |
| Románia       | A 2018-as divízió I/B 5. helyezettje.             |
| Hollandia     | A 2018-as divízió II/A 1. helyezettje, feljutott. |

### Tabella
| Hely. | Csapat         | M | Gy | HGy | HV | V | G+ | G– | Gk  | P  | Továbbjutás vagy kiesés    |
| ----- | -------------- | - | -- | --- | -- | - | -- | -- | --- | -- | -------------------------- |
| 1.    | Románia        | 5 | 3  | 2   | 0  | 0 | 18 | 9  | +9  | 13 | Feljutott a divízió I A-ba |
| 2.    | Lengyelország  | 5 | 4  | 0   | 1  | 0 | 27 | 13 | +14 | 13 |                            |
| 3.    | Japán          | 5 | 2  | 0   | 0  | 3 | 16 | 17 | −1  | 6  |                            |
| 4.    | Észtország (R) | 5 | 1  | 1   | 1  | 2 | 15 | 16 | −1  | 6  |                            |
| 5.    | Ukrajna        | 5 | 1  | 0   | 1  | 3 | 17 | 20 | −3  | 4  |                            |
| 6.    | Hollandia      | 5 | 1  | 0   | 0  | 4 | 7  | 25 | −18 | 3  | Kiesett a divízió II A-ba  |

1. 1 2  Lengyelország 2–3 (h.u.) Románia
2. 1 2  Japán 5–2 Észtország

### Mérkőzések
A mérkőzések kezdési időpontjai helyi idő szerint, zárójelben magyar idő szerint értendők.
| 2019. április 28. 13:00 (12:00) | Ukrajna | 2–3 (1–2, 1–1, 0–0) | Japán | Tondiraba Ice Hall, Tallinn Nézőszám: 450 |

| Jegyzőkönyv | Jegyzőkönyv      | Jegyzőkönyv                          | Jegyzőkönyv    | Jegyzőkönyv                                                                    |
| --- | ---------------- | ------------------------------------ | -------------- | ------------------------------------------------------------------------------ |
| | Bogdan Dyachenko | Kapusok                              | Michikazu Hata | Játékvezetők: Mads Frandsen Yuri Oskirko Vonalbírók: Toivo Tilku Yevgeni Yudin |
| \| \| 0–1 \| 04:43 – Hirano (H. Sato, Terao) \| \| Lyalka (Mikhnov) – 08:16 \| 1–1 \| \| \| \| 1–2 \| 12:52 – H. Sato (Hirano) \| \| \| 1–3 \| 37:42 – Saito (Nakayashiki, K. Sato) \| \| Pangelov-Yuldashev – 39:46 \| 2–3 \| \| |                  |                                      |                | Játékvezetők: Mads Frandsen Yuri Oskirko Vonalbírók: Toivo Tilku Yevgeni Yudin |
| 6 perc | Büntetések       | 22 perc                              |                | Játékvezetők: Mads Frandsen Yuri Oskirko Vonalbírók: Toivo Tilku Yevgeni Yudin |
| 22 | Lövések          | 26                                   |                | Játékvezetők: Mads Frandsen Yuri Oskirko Vonalbírók: Toivo Tilku Yevgeni Yudin |
| | 0–1              | 04:43 – Hirano (H. Sato, Terao)      |                | Játékvezetők: Mads Frandsen Yuri Oskirko Vonalbírók: Toivo Tilku Yevgeni Yudin |
| Lyalka (Mikhnov) – 08:16 | 1–1              |                                      |                | Játékvezetők: Mads Frandsen Yuri Oskirko Vonalbírók: Toivo Tilku Yevgeni Yudin |
| | 1–2              | 12:52 – H. Sato (Hirano)             |                | Játékvezetők: Mads Frandsen Yuri Oskirko Vonalbírók: Toivo Tilku Yevgeni Yudin |
| | 1–3              | 37:42 – Saito (Nakayashiki, K. Sato) |                |                                                                                |
| Pangelov-Yuldashev – 39:46 | 2–3              |                                      |                |                                                                                |

| 2019. április 28. 16:30 (15:30) | Románia | 4–3 (sz.) (2–0, 0–2, 1–1) (h.u.: 0–0) (sz.: 1–0) | Észtország | Tondiraba Ice Hall, Tallinn Nézőszám: 1543 |

| Jegyzőkönyv | Jegyzőkönyv | Jegyzőkönyv                                      | Jegyzőkönyv           | Jegyzőkönyv                                                                      |
| --- | ----------- | ------------------------------------------------ | --------------------- | -------------------------------------------------------------------------------- |
| | Patrik Polc | Kapusok                                          | Villem-Henrik Koitmaa | Játékvezetők: Kristijan Nikolic Yuri Oskirko Vonalbírók: Jake Davis Jonas Merten |
| \| Rokaly (Részegh, Butochnov) – 07:22 \| 1–0 \| \| \| Góga (Bors, Gliga) – 18:14 \| 2–0 \| \| \| \| 2–1 \| 27:26 – Makrov (Ossipov) \| \| \| 2–2 \| 30:33 – Rooba (Makrov, Novikov) \| \| Borysenko (Gliga) – 42:24 \| 3–2 \| \| \| \| 3–3 \| 49:24 – Kerna (Rooba) \| |             |                                                  |                       | Játékvezetők: Kristijan Nikolic Yuri Oskirko Vonalbírók: Jake Davis Jonas Merten |
| Rokaly Constantin Butochnov Részegh Borysenko Tranca Rokaly | Szétlövés   | Sibirtsev Makrov Rooba Petrov Arrak Makrov Rooba |                       | Játékvezetők: Kristijan Nikolic Yuri Oskirko Vonalbírók: Jake Davis Jonas Merten |
| 6 perc | Büntetések  | 6 perc                                           |                       | Játékvezetők: Kristijan Nikolic Yuri Oskirko Vonalbírók: Jake Davis Jonas Merten |
| 30 | Lövések     | 39                                               |                       | Játékvezetők: Kristijan Nikolic Yuri Oskirko Vonalbírók: Jake Davis Jonas Merten |
| Rokaly (Részegh, Butochnov) – 07:22 | 1–0         |                                                  |                       | Játékvezetők: Kristijan Nikolic Yuri Oskirko Vonalbírók: Jake Davis Jonas Merten |
| Góga (Bors, Gliga) – 18:14 | 2–0         |                                                  |                       | Játékvezetők: Kristijan Nikolic Yuri Oskirko Vonalbírók: Jake Davis Jonas Merten |
| | 2–1         | 27:26 – Makrov (Ossipov)                         |                       |                                                                                  |
| | 2–2         | 30:33 – Rooba (Makrov, Novikov)                  |                       |                                                                                  |
| Borysenko (Gliga) – 42:24 | 3–2         |                                                  |                       |                                                                                  |
| | 3–3         | 49:24 – Kerna (Rooba)                            |                       |                                                                                  |

| 2019. április 28. 20:00 (19:00) | Hollandia | 1–8 (1–1, 0–2, 0–5) | Lengyelország | Tondiraba Ice Hall, Tallinn Nézőszám: 352 |

| Jegyzőkönyv | Jegyzőkönyv                        | Jegyzőkönyv                                  | Jegyzőkönyv        | Jegyzőkönyv                                                                           |
| --- | ---------------------------------- | -------------------------------------------- | ------------------ | ------------------------------------------------------------------------------------- |
| | Tomislav Hrelja Martijn Oosterwijk | Kapusok                                      | Przemysław Odrobny | Játékvezetők: Geoffrey Barcelo Yuri Oskirko Vonalbírók: Ivan Nedeljković Gašper Zganc |
| \| Klem (Oosterveld) – 13:06 \| 1–0 \| \| \| \| 1–1 \| 17:40 – Neupauer (Kostek, Kapica) \| \| \| 1–2 \| 33:34 – Komorski (Jeziorski) \| \| \| 1–3 \| 35:42 – Łyszczarczyk (Gościński) \| \| \| 1–4 \| 41:59 – Komorski (Łyszczarczyk, Kapica) (PP) \| \| \| 1–5 \| 44:00 – Wronka (Kolusz, Jaśkiewicz) \| \| \| 1–6 \| 46:31 – Dziubiński (Kolusz) \| \| \| 1–7 \| 48:00 – Domogała \| \| \| 1–8 \| 50:03 – Neupauer (Łyszczarczyk) \| |                                    |                                              |                    | Játékvezetők: Geoffrey Barcelo Yuri Oskirko Vonalbírók: Ivan Nedeljković Gašper Zganc |
| 4 perc | Büntetések                         | 6 perc                                       |                    | Játékvezetők: Geoffrey Barcelo Yuri Oskirko Vonalbírók: Ivan Nedeljković Gašper Zganc |
| 7 | Lövések                            | 61                                           |                    | Játékvezetők: Geoffrey Barcelo Yuri Oskirko Vonalbírók: Ivan Nedeljković Gašper Zganc |
| Klem (Oosterveld) – 13:06 | 1–0                                |                                              |                    | Játékvezetők: Geoffrey Barcelo Yuri Oskirko Vonalbírók: Ivan Nedeljković Gašper Zganc |
| | 1–1                                | 17:40 – Neupauer (Kostek, Kapica)            |                    | Játékvezetők: Geoffrey Barcelo Yuri Oskirko Vonalbírók: Ivan Nedeljković Gašper Zganc |
| | 1–2                                | 33:34 – Komorski (Jeziorski)                 |                    | Játékvezetők: Geoffrey Barcelo Yuri Oskirko Vonalbírók: Ivan Nedeljković Gašper Zganc |
| | 1–3                                | 35:42 – Łyszczarczyk (Gościński)             |                    |                                                                                       |
| | 1–4                                | 41:59 – Komorski (Łyszczarczyk, Kapica) (PP) |                    |                                                                                       |
| | 1–5                                | 44:00 – Wronka (Kolusz, Jaśkiewicz)          |                    |                                                                                       |
| | 1–6                                | 46:31 – Dziubiński (Kolusz)                  |                    |                                                                                       |
| | 1–7                                | 48:00 – Domogała                             |                    |                                                                                       |
| | 1–8                                | 50:03 – Neupauer (Łyszczarczyk)              |                    |                                                                                       |

| 2019. április 29. 13:00 (12:00) | Japán | 2–3 (2–0, 0–2, 0–1) | Románia | Tondiraba Ice Hall, Tallinn Nézőszám: 240 |

| Jegyzőkönyv | Jegyzőkönyv    | Jegyzőkönyv                       | Jegyzőkönyv | Jegyzőkönyv                                                                      |
| --- | -------------- | --------------------------------- | ----------- | -------------------------------------------------------------------------------- |
| | Michikazu Hata | Kapusok                           | Patrik Polc | Játékvezetők: Haszonits Miklós Yuri Oskirko Vonalbírók: Jonas Merten Toivo Tilku |
| \| Nakayashiki (Saito, Minoshima) – 13:16 \| 1–0 \| \| \| K. Sato (Minoshima, Ito) – 17:59 \| 2–0 \| \| \| \| 2–1 \| 33:15 – Részegh (PP) \| \| \| 2–2 \| 34:04 – Bíró (Balázs, Constantin) \| \| \| 2–3 \| 56:37 – Salló (Bíró, Borysenko) \| |                |                                   |             | Játékvezetők: Haszonits Miklós Yuri Oskirko Vonalbírók: Jonas Merten Toivo Tilku |
| 2 perc | Büntetések     | 6 perc                            |             | Játékvezetők: Haszonits Miklós Yuri Oskirko Vonalbírók: Jonas Merten Toivo Tilku |
| 27 | Lövések        | 27                                |             | Játékvezetők: Haszonits Miklós Yuri Oskirko Vonalbírók: Jonas Merten Toivo Tilku |
| Nakayashiki (Saito, Minoshima) – 13:16 | 1–0            |                                   |             | Játékvezetők: Haszonits Miklós Yuri Oskirko Vonalbírók: Jonas Merten Toivo Tilku |
| K. Sato (Minoshima, Ito) – 17:59 | 2–0            |                                   |             | Játékvezetők: Haszonits Miklós Yuri Oskirko Vonalbírók: Jonas Merten Toivo Tilku |
| | 2–1            | 33:15 – Részegh (PP)              |             | Játékvezetők: Haszonits Miklós Yuri Oskirko Vonalbírók: Jonas Merten Toivo Tilku |
| | 2–2            | 34:04 – Bíró (Balázs, Constantin) |             |                                                                                  |
| | 2–3            | 56:37 – Salló (Bíró, Borysenko)   |             |                                                                                  |

| 2019. április 29. 16:30 (15:30) | Lengyelország | 7–3 (2–1, 4–1, 1–1) | Ukrajna | Tondiraba Ice Hall, Tallinn Nézőszám: 579 |

| Jegyzőkönyv | Jegyzőkönyv | Jegyzőkönyv                                   | Jegyzőkönyv                         | Jegyzőkönyv                                                                           |
| --- | ----------- | --------------------------------------------- | ----------------------------------- | ------------------------------------------------------------------------------------- |
| | John Murray | Kapusok                                       | Artur Ohandzhanyan Bogdan Dyachenko | Játékvezetők: Kristijan Nikolic Yuri Oskirko Vonalbírók: David Nothegger Gašper Zganc |
| \| Kapica (Wronka, Bryk) – 15:56 \| 1–0 \| \| \| \| 1–1 \| 17:53 – Tolstushko (Zadoyenko) \| \| Kapica (Łyszczarczyk, Kolusz) – 19:02 \| 2–1 \| \| \| Domogała (Jaśkiewicz, Michalski) – 22:39 \| 3–1 \| \| \| Kapica (Neupauer) – 24:00 \| 4–1 \| \| \| \| 4–2 \| 26:26 – Lyalka (Petrukhno) \| \| Kapica (Bryk, Neupauer) – 27:07 \| 5–2 \| \| \| Komorski (Gościński) – 27:32 \| 6–2 \| \| \| Kapica – 41:06 \| 7–2 \| \| \| \| 7–3 \| 48:56 – Babynets (Peresunko, Tolstushko) (PP) \| |             |                                               |                                     | Játékvezetők: Kristijan Nikolic Yuri Oskirko Vonalbírók: David Nothegger Gašper Zganc |
| 6 perc | Büntetések  | 10 perc                                       |                                     | Játékvezetők: Kristijan Nikolic Yuri Oskirko Vonalbírók: David Nothegger Gašper Zganc |
| 40 | Lövések     | 21                                            |                                     | Játékvezetők: Kristijan Nikolic Yuri Oskirko Vonalbírók: David Nothegger Gašper Zganc |
| Kapica (Wronka, Bryk) – 15:56 | 1–0         |                                               |                                     | Játékvezetők: Kristijan Nikolic Yuri Oskirko Vonalbírók: David Nothegger Gašper Zganc |
| | 1–1         | 17:53 – Tolstushko (Zadoyenko)                |                                     | Játékvezetők: Kristijan Nikolic Yuri Oskirko Vonalbírók: David Nothegger Gašper Zganc |
| Kapica (Łyszczarczyk, Kolusz) – 19:02 | 2–1         |                                               |                                     | Játékvezetők: Kristijan Nikolic Yuri Oskirko Vonalbírók: David Nothegger Gašper Zganc |
| Domogała (Jaśkiewicz, Michalski) – 22:39 | 3–1         |                                               |                                     |                                                                                       |
| Kapica (Neupauer) – 24:00 | 4–1         |                                               |                                     |                                                                                       |
| | 4–2         | 26:26 – Lyalka (Petrukhno)                    |                                     |                                                                                       |
| Kapica (Bryk, Neupauer) – 27:07 | 5–2         |                                               |                                     |                                                                                       |
| Komorski (Gościński) – 27:32 | 6–2         |                                               |                                     |                                                                                       |
| Kapica – 41:06 | 7–2         |                                               |                                     |                                                                                       |
| | 7–3         | 48:56 – Babynets (Peresunko, Tolstushko) (PP) |                                     |                                                                                       |

| 2019. április 29. 20:00 (19:00) | Észtország | 4–1 (1–0, 2–1, 1–0) | Hollandia | Tondiraba Ice Hall, Tallinn Nézőszám: 1952 |

| Jegyzőkönyv | Jegyzőkönyv           | Jegyzőkönyv                | Jegyzőkönyv        | Jegyzőkönyv                                                                         |
| --- | --------------------- | -------------------------- | ------------------ | ----------------------------------------------------------------------------------- |
| | Villem-Henrik Koitmaa | Kapusok                    | Martijn Oosterwijk | Játékvezetők: Mads Frandsen Yuri Oskirko Vonalbírók: Ivan Nedeljković Yevgeni Yudin |
| \| Sibirtsev – 04:10 \| 1–0 \| \| \| \| 1–1 \| 20:11 – Oosterveld (Bison) \| \| Usov (Andrejev, Petrov) – 20:50 \| 2–1 \| \| \| Sorokin (Embrich) – 30:30 \| 3–1 \| \| \| Rooba (Lahesalu, Makrov) (PP) – 46:20 \| 4–1 \| \| |                       |                            |                    | Játékvezetők: Mads Frandsen Yuri Oskirko Vonalbírók: Ivan Nedeljković Yevgeni Yudin |
| 6 perc | Büntetések            | 12 perc                    |                    | Játékvezetők: Mads Frandsen Yuri Oskirko Vonalbírók: Ivan Nedeljković Yevgeni Yudin |
| 43 | Lövések               | 14                         |                    | Játékvezetők: Mads Frandsen Yuri Oskirko Vonalbírók: Ivan Nedeljković Yevgeni Yudin |
| Sibirtsev – 04:10 | 1–0                   |                            |                    | Játékvezetők: Mads Frandsen Yuri Oskirko Vonalbírók: Ivan Nedeljković Yevgeni Yudin |
| | 1–1                   | 20:11 – Oosterveld (Bison) |                    | Játékvezetők: Mads Frandsen Yuri Oskirko Vonalbírók: Ivan Nedeljković Yevgeni Yudin |
| Usov (Andrejev, Petrov) – 20:50 | 2–1                   |                            |                    | Játékvezetők: Mads Frandsen Yuri Oskirko Vonalbírók: Ivan Nedeljković Yevgeni Yudin |
| Sorokin (Embrich) – 30:30 | 3–1                   |                            |                    |                                                                                     |
| Rooba (Lahesalu, Makrov) (PP) – 46:20 | 4–1                   |                            |                    |                                                                                     |

| 2019. május 1. 13:00 (12:00) | Hollandia | 1–8 (0–1, 1–4, 0–3) | Ukrajna | Tondiraba Ice Hall, Tallinn Nézőszám: 398 |

| Jegyzőkönyv | Jegyzőkönyv     | Jegyzőkönyv                                       | Jegyzőkönyv      | Jegyzőkönyv                                                                          |
| --- | --------------- | ------------------------------------------------- | ---------------- | ------------------------------------------------------------------------------------ |
| | Tomislav Hrelja | Kapusok                                           | Bogdan Dyachenko | Játékvezetők: Haszonits Miklós Christoffer Holm Vonalbírók: Jake Davis Yevgeni Yudin |
| \| \| 0–1 \| 19:33 – Mikhnov \| \| Mason (Klem) (PP) – 27:23 \| 1–1 \| \| \| \| 1–2 \| 32:40 – Skrypets (Peresunko, Babynets) \| \| \| 1–3 \| 32:51 – Merezhko (Zadoyenko, Danylenko) \| \| \| 1–4 \| 33:25 – Lyalka (Tolstushko, Mikhnov) \| \| \| 1–5 \| 36:00 – Mazur (Grygoryev, Mikhnov) \| \| \| 1–6 \| 44:34 – Mikhnov (Lyalka, Mazur) (PP) \| \| \| 1–7 \| 49:49 – Lyalka (Mikhnov, Pangelov-Yuldashev) (PP) \| \| \| 1–8 \| 58:49 – Lyalka (Mikhnov, Mazur) (PP) \| |                 |                                                   |                  | Játékvezetők: Haszonits Miklós Christoffer Holm Vonalbírók: Jake Davis Yevgeni Yudin |
| 8 perc | Büntetések      | 2 perc                                            |                  | Játékvezetők: Haszonits Miklós Christoffer Holm Vonalbírók: Jake Davis Yevgeni Yudin |
| 10 | Lövések         | 48                                                |                  | Játékvezetők: Haszonits Miklós Christoffer Holm Vonalbírók: Jake Davis Yevgeni Yudin |
| | 0–1             | 19:33 – Mikhnov                                   |                  | Játékvezetők: Haszonits Miklós Christoffer Holm Vonalbírók: Jake Davis Yevgeni Yudin |
| Mason (Klem) (PP) – 27:23 | 1–1             |                                                   |                  | Játékvezetők: Haszonits Miklós Christoffer Holm Vonalbírók: Jake Davis Yevgeni Yudin |
| | 1–2             | 32:40 – Skrypets (Peresunko, Babynets)            |                  | Játékvezetők: Haszonits Miklós Christoffer Holm Vonalbírók: Jake Davis Yevgeni Yudin |
| | 1–3             | 32:51 – Merezhko (Zadoyenko, Danylenko)           |                  |                                                                                      |
| | 1–4             | 33:25 – Lyalka (Tolstushko, Mikhnov)              |                  |                                                                                      |
| | 1–5             | 36:00 – Mazur (Grygoryev, Mikhnov)                |                  |                                                                                      |
| | 1–6             | 44:34 – Mikhnov (Lyalka, Mazur) (PP)              |                  |                                                                                      |
| | 1–7             | 49:49 – Lyalka (Mikhnov, Pangelov-Yuldashev) (PP) |                  |                                                                                      |
| | 1–8             | 58:49 – Lyalka (Mikhnov, Mazur) (PP)              |                  |                                                                                      |

| 2019. május 1. 16:30 (15:30) | Japán | 5–2 (4–1, 0–0, 1–1) | Észtország | Tondiraba Ice Hall, Tallinn Nézőszám: 2235 |

| Jegyzőkönyv | Jegyzőkönyv    | Jegyzőkönyv                               | Jegyzőkönyv     | Jegyzőkönyv                                                                           |
| --- | -------------- | ----------------------------------------- | --------------- | ------------------------------------------------------------------------------------- |
| | Michikazu Hata | Kapusok                                   | Roman Shumikhin | Játékvezetők: Geoffrey Barcelo Christoffer Holm Vonalbírók: Jonas Merten Gašper Zganc |
| \| Iwamoto (Furuhashi, H. Sato) (PP) – 00:44 \| 1–0 \| \| \| \| 1–1 \| 03:37 – Slessarevski (Makrov, Arrak) \| \| Hashiba (H. Terao, Y. Terao) (PP) – 08:06 \| 2–1 \| \| \| Hirano (Furuhashi, Hashimoto) (PP2) – 16:34 \| 3–1 \| \| \| Yamada (H. Terao, Y. Terao) – 18:22 \| 4–1 \| \| \| K. Sato (Hashiba, Saito) – 54:46 \| 5–1 \| \| \| \| 5–2 \| 57:49 – Embrich (Ossipov, Shumikhin) (PP) \| |                |                                           |                 | Játékvezetők: Geoffrey Barcelo Christoffer Holm Vonalbírók: Jonas Merten Gašper Zganc |
| 8 perc | Büntetések     | 14 perc                                   |                 | Játékvezetők: Geoffrey Barcelo Christoffer Holm Vonalbírók: Jonas Merten Gašper Zganc |
| 34 | Lövések        | 23                                        |                 | Játékvezetők: Geoffrey Barcelo Christoffer Holm Vonalbírók: Jonas Merten Gašper Zganc |
| Iwamoto (Furuhashi, H. Sato) (PP) – 00:44 | 1–0            |                                           |                 | Játékvezetők: Geoffrey Barcelo Christoffer Holm Vonalbírók: Jonas Merten Gašper Zganc |
| | 1–1            | 03:37 – Slessarevski (Makrov, Arrak)      |                 | Játékvezetők: Geoffrey Barcelo Christoffer Holm Vonalbírók: Jonas Merten Gašper Zganc |
| Hashiba (H. Terao, Y. Terao) (PP) – 08:06 | 2–1            |                                           |                 | Játékvezetők: Geoffrey Barcelo Christoffer Holm Vonalbírók: Jonas Merten Gašper Zganc |
| Hirano (Furuhashi, Hashimoto) (PP2) – 16:34 | 3–1            |                                           |                 |                                                                                       |
| Yamada (H. Terao, Y. Terao) – 18:22 | 4–1            |                                           |                 |                                                                                       |
| K. Sato (Hashiba, Saito) – 54:46 | 5–1            |                                           |                 |                                                                                       |
| | 5–2            | 57:49 – Embrich (Ossipov, Shumikhin) (PP) |                 |                                                                                       |

| 2019. május 1. 20:00 (19:00) | Lengyelország | 2–3 (h.u.) (0–1, 0–0, 2–1) (h.u.: 0–1) | Románia | Tondiraba Ice Hall, Tallinn Nézőszám: 387 |

| Jegyzőkönyv | Jegyzőkönyv        | Jegyzőkönyv                               | Jegyzőkönyv | Jegyzőkönyv                                                                          |
| --- | ------------------ | ----------------------------------------- | ----------- | ------------------------------------------------------------------------------------ |
| | Przemysław Odrobny | Kapusok                                   | Zoltán Tőke | Játékvezetők: Mads Frandsen Christoffer Holm Vonalbírók: David Nothegger Toivo Tilku |
| \| \| 0–1 \| 08:37 – Rokaly (Részegh, Butochnov) (PP2) \| \| Kapica (Dronia, Wronka) (PP) – 51:56 \| 1–1 \| \| \| \| 1–2 \| 53:25 – Butochnov \| \| Dziubiński (Dronia, Neupauer) (EA) – 59:37 \| 2–2 \| \| \| \| 2–3 \| 64:07 – Borysenko (Gliga) (PP) \| |                    |                                           |             | Játékvezetők: Mads Frandsen Christoffer Holm Vonalbírók: David Nothegger Toivo Tilku |
| 6 perc | Büntetések         | 8 perc                                    |             | Játékvezetők: Mads Frandsen Christoffer Holm Vonalbírók: David Nothegger Toivo Tilku |
| 38 | Lövések            | 23                                        |             | Játékvezetők: Mads Frandsen Christoffer Holm Vonalbírók: David Nothegger Toivo Tilku |
| | 0–1                | 08:37 – Rokaly (Részegh, Butochnov) (PP2) |             | Játékvezetők: Mads Frandsen Christoffer Holm Vonalbírók: David Nothegger Toivo Tilku |
| Kapica (Dronia, Wronka) (PP) – 51:56 | 1–1                |                                           |             | Játékvezetők: Mads Frandsen Christoffer Holm Vonalbírók: David Nothegger Toivo Tilku |
| | 1–2                | 53:25 – Butochnov                         |             | Játékvezetők: Mads Frandsen Christoffer Holm Vonalbírók: David Nothegger Toivo Tilku |
| Dziubiński (Dronia, Neupauer) (EA) – 59:37 | 2–2                |                                           |             |                                                                                      |
| | 2–3                | 64:07 – Borysenko (Gliga) (PP)            |             |                                                                                      |

| 2019. május 2. 13:00 (12:00) | Japán | 2–3 (0–1, 0–1, 2–1) | Hollandia | Tondiraba Ice Hall, Tallinn Nézőszám: 238 |

| Jegyzőkönyv | Jegyzőkönyv    | Jegyzőkönyv                             | Jegyzőkönyv        | Jegyzőkönyv                                                                                  |
| --- | -------------- | --------------------------------------- | ------------------ | -------------------------------------------------------------------------------------------- |
| | Michikazu Hata | Kapusok                                 | Martijn Oosterwijk | Játékvezetők: Haszonits Miklós Christoffer Holm Vonalbírók: Ivan Nedeljković David Nothegger |
| \| \| 0–1 \| 09:27 – De Hondt (Vogelaar) (PP) \| \| \| 0–2 \| 31:02 – Vogelaar (Stempher, Mason) (SH) \| \| H. Terao (Y. Terao, Hayata) – 54:12 \| 1–2 \| \| \| \| 1–3 \| 58:28 – Stempher (Vogelaar) (EN) \| \| Nakayashiki (Furuhashi, H. Sato) (EA) – 59:28 \| 2–3 \| \| |                |                                         |                    | Játékvezetők: Haszonits Miklós Christoffer Holm Vonalbírók: Ivan Nedeljković David Nothegger |
| 8 perc | Büntetések     | 8 perc                                  |                    | Játékvezetők: Haszonits Miklós Christoffer Holm Vonalbírók: Ivan Nedeljković David Nothegger |
| 43 | Lövések        | 24                                      |                    | Játékvezetők: Haszonits Miklós Christoffer Holm Vonalbírók: Ivan Nedeljković David Nothegger |
| | 0–1            | 09:27 – De Hondt (Vogelaar) (PP)        |                    | Játékvezetők: Haszonits Miklós Christoffer Holm Vonalbírók: Ivan Nedeljković David Nothegger |
| | 0–2            | 31:02 – Vogelaar (Stempher, Mason) (SH) |                    | Játékvezetők: Haszonits Miklós Christoffer Holm Vonalbírók: Ivan Nedeljković David Nothegger |
| H. Terao (Y. Terao, Hayata) – 54:12 | 1–2            |                                         |                    | Játékvezetők: Haszonits Miklós Christoffer Holm Vonalbírók: Ivan Nedeljković David Nothegger |
| | 1–3            | 58:28 – Stempher (Vogelaar) (EN)        |                    |                                                                                              |
| Nakayashiki (Furuhashi, H. Sato) (EA) – 59:28 | 2–3            |                                         |                    |                                                                                              |

| 2019. május 2. 16:30 (15:30) | Ukrajna | 1–5 (0–2, 1–1, 0–2) | Románia | Tondiraba Ice Hall, Tallinn Nézőszám: 450 |

| Jegyzőkönyv | Jegyzőkönyv      | Jegyzőkönyv                          | Jegyzőkönyv | Jegyzőkönyv                                                                            |
| --- | ---------------- | ------------------------------------ | ----------- | -------------------------------------------------------------------------------------- |
| | Bogdan Dyachenko | Kapusok                              | Patrik Polc | Játékvezetők: Kristijan Nikolic Christoffer Holm Vonalbírók: Toivo Tilku Yevgeni Yudin |
| \| \| 0–1 \| 03:52 – Balázs (Tranca) (PP) \| \| \| 0–2 \| 19:50 – Bíró (Borysenko, Gliga) (PP) \| \| Babynets (Butsenko, Gavryk) – 37:18 \| 1–2 \| \| \| \| 1–3 \| 39:21 – Constantin (Tranca, Rokaly) \| \| \| 1–4 \| 47:39 – Butochnov (Borysenko, Bíró) \| \| \| 1–5 \| 57:28 – Rokaly (PS) \| |                  |                                      |             | Játékvezetők: Kristijan Nikolic Christoffer Holm Vonalbírók: Toivo Tilku Yevgeni Yudin |
| 6 perc | Büntetések       | 6 perc                               |             | Játékvezetők: Kristijan Nikolic Christoffer Holm Vonalbírók: Toivo Tilku Yevgeni Yudin |
| 31 | Lövések          | 20                                   |             | Játékvezetők: Kristijan Nikolic Christoffer Holm Vonalbírók: Toivo Tilku Yevgeni Yudin |
| | 0–1              | 03:52 – Balázs (Tranca) (PP)         |             | Játékvezetők: Kristijan Nikolic Christoffer Holm Vonalbírók: Toivo Tilku Yevgeni Yudin |
| | 0–2              | 19:50 – Bíró (Borysenko, Gliga) (PP) |             | Játékvezetők: Kristijan Nikolic Christoffer Holm Vonalbírók: Toivo Tilku Yevgeni Yudin |
| Babynets (Butsenko, Gavryk) – 37:18 | 1–2              |                                      |             | Játékvezetők: Kristijan Nikolic Christoffer Holm Vonalbírók: Toivo Tilku Yevgeni Yudin |
| | 1–3              | 39:21 – Constantin (Tranca, Rokaly)  |             |                                                                                        |
| | 1–4              | 47:39 – Butochnov (Borysenko, Bíró)  |             |                                                                                        |
| | 1–5              | 57:28 – Rokaly (PS)                  |             |                                                                                        |

| 2019. május 2. 20:00 (19:00) | Észtország | 2–3 (0–1, 0–0, 2–2) | Lengyelország | Tondiraba Ice Hall, Tallinn Nézőszám: 2150 |

| Jegyzőkönyv | Jegyzőkönyv           | Jegyzőkönyv                           | Jegyzőkönyv | Jegyzőkönyv                                                                         |
| --- | --------------------- | ------------------------------------- | ----------- | ----------------------------------------------------------------------------------- |
| | Villem-Henrik Koitmaa | Kapusok                               | John Murray | Játékvezetők: Geoffrey Barcelo Christoffer Holm Vonalbírók: Jake Davis Gašper Zganc |
| \| \| 0–1 \| 14:57 – Komorski (Marzec, Dronia) \| \| \| 0–2 \| 45:44 – Komorski \| \| \| 0–3 \| 47:29 – Neupauer (Kolusz, Starzyński) \| \| Makrov (Ossipov) (PP) – 50:13 \| 1–3 \| \| \| Rooba (Arrak, Sibirtsev) – 52:52 \| 2–3 \| \| |                       |                                       |             | Játékvezetők: Geoffrey Barcelo Christoffer Holm Vonalbírók: Jake Davis Gašper Zganc |
| 8 perc | Büntetések            | 16 perc                               |             | Játékvezetők: Geoffrey Barcelo Christoffer Holm Vonalbírók: Jake Davis Gašper Zganc |
| 33 | Lövések               | 33                                    |             | Játékvezetők: Geoffrey Barcelo Christoffer Holm Vonalbírók: Jake Davis Gašper Zganc |
| | 0–1                   | 14:57 – Komorski (Marzec, Dronia)     |             | Játékvezetők: Geoffrey Barcelo Christoffer Holm Vonalbírók: Jake Davis Gašper Zganc |
| | 0–2                   | 45:44 – Komorski                      |             | Játékvezetők: Geoffrey Barcelo Christoffer Holm Vonalbírók: Jake Davis Gašper Zganc |
| | 0–3                   | 47:29 – Neupauer (Kolusz, Starzyński) |             | Játékvezetők: Geoffrey Barcelo Christoffer Holm Vonalbírók: Jake Davis Gašper Zganc |
| Makrov (Ossipov) (PP) – 50:13 | 1–3                   |                                       |             |                                                                                     |
| Rooba (Arrak, Sibirtsev) – 52:52 | 2–3                   |                                       |             |                                                                                     |

| 2019. május 4. 13:00 (12:00) | Románia | 3–1 (1–0, 1–1, 1–0) | Hollandia | Tondiraba Ice Hall, Tallinn Nézőszám: 431 |

| Jegyzőkönyv | Jegyzőkönyv | Jegyzőkönyv              | Jegyzőkönyv        | Jegyzőkönyv                                                                               |
| --- | ----------- | ------------------------ | ------------------ | ----------------------------------------------------------------------------------------- |
| | Zoltán Tőke | Kapusok                  | Martijn Oosterwijk | Játékvezetők: Geoffrey Barcelo Christoffer Holm Vonalbírók: Jonas Merten Ivan Nedeljković |
| \| Bíró (Borysenko, Yemelianenko) (PP) – 03:58 \| 1–0 \| \| \| Góga (Butochnov, Rokaly) (PP) – 20:46 \| 2–0 \| \| \| \| 2–1 \| 37:26 – Boer (Nordemann) \| \| Balázs (Yemelianenko, Tranca) (EN) – 58:16 \| 3–1 \| \| |             |                          |                    | Játékvezetők: Geoffrey Barcelo Christoffer Holm Vonalbírók: Jonas Merten Ivan Nedeljković |
| 10 perc | Büntetések  | 22 perc                  |                    | Játékvezetők: Geoffrey Barcelo Christoffer Holm Vonalbírók: Jonas Merten Ivan Nedeljković |
| 32 | Lövések     | 15                       |                    | Játékvezetők: Geoffrey Barcelo Christoffer Holm Vonalbírók: Jonas Merten Ivan Nedeljković |
| Bíró (Borysenko, Yemelianenko) (PP) – 03:58 | 1–0         |                          |                    | Játékvezetők: Geoffrey Barcelo Christoffer Holm Vonalbírók: Jonas Merten Ivan Nedeljković |
| Góga (Butochnov, Rokaly) (PP) – 20:46 | 2–0         |                          |                    | Játékvezetők: Geoffrey Barcelo Christoffer Holm Vonalbírók: Jonas Merten Ivan Nedeljković |
| | 2–1         | 37:26 – Boer (Nordemann) |                    | Játékvezetők: Geoffrey Barcelo Christoffer Holm Vonalbírók: Jonas Merten Ivan Nedeljković |
| Balázs (Yemelianenko, Tranca) (EN) – 58:16 | 3–1         |                          |                    |                                                                                           |

| 2019. május 4. 16:30 (15:30) | Lengyelország | 7–4 (1–1, 4–0, 2–3) | Japán | Tondiraba Ice Hall, Tallinn Nézőszám: 842 |

| Jegyzőkönyv | Jegyzőkönyv | Jegyzőkönyv                                 | Jegyzőkönyv                 | Jegyzőkönyv                                                                           |
| --- | ----------- | ------------------------------------------- | --------------------------- | ------------------------------------------------------------------------------------- |
| | John Murray | Kapusok                                     | Takuto Onoda Michikazu Hata | Játékvezetők: Kristijan Nikolic Christoffer Holm Vonalbírók: Jake Davis Yevgeni Yudin |
| \| Marzec (Michalski, Kolusz) – 05:07 \| 1–0 \| \| \| \| 1–1 \| 07:10 – Y. Terao (Hashiba) (PP) \| \| Dziubiński – 22:55 \| 2–1 \| \| \| Gościński – 23:13 \| 3–1 \| \| \| Wronka (Kapica, Kolusz) – 29:07 \| 4–1 \| \| \| Jeziorski (Malasiński, Bryk) – 38:21 \| 5–1 \| \| \| \| 5–2 \| 42:48 – Nakayashiki (H. Sato, K. Sato) (SH) \| \| Bryk (Wronka, Komorski) (PP) – 52:00 \| 6–2 \| \| \| \| 6–3 \| 52:24 – Shinohara (H. Sato, Furuhashi) \| \| Komorski (Kapica) – 59:30 \| 7–3 \| \| \| \| 7–4 \| 59:58 – Nakayashiki (Furuhashi) \| |             |                                             |                             | Játékvezetők: Kristijan Nikolic Christoffer Holm Vonalbírók: Jake Davis Yevgeni Yudin |
| 10 perc | Büntetések  | 8 perc                                      |                             | Játékvezetők: Kristijan Nikolic Christoffer Holm Vonalbírók: Jake Davis Yevgeni Yudin |
| 37 | Lövések     | 25                                          |                             | Játékvezetők: Kristijan Nikolic Christoffer Holm Vonalbírók: Jake Davis Yevgeni Yudin |
| Marzec (Michalski, Kolusz) – 05:07 | 1–0         |                                             |                             | Játékvezetők: Kristijan Nikolic Christoffer Holm Vonalbírók: Jake Davis Yevgeni Yudin |
| | 1–1         | 07:10 – Y. Terao (Hashiba) (PP)             |                             | Játékvezetők: Kristijan Nikolic Christoffer Holm Vonalbírók: Jake Davis Yevgeni Yudin |
| Dziubiński – 22:55 | 2–1         |                                             |                             | Játékvezetők: Kristijan Nikolic Christoffer Holm Vonalbírók: Jake Davis Yevgeni Yudin |
| Gościński – 23:13 | 3–1         |                                             |                             |                                                                                       |
| Wronka (Kapica, Kolusz) – 29:07 | 4–1         |                                             |                             |                                                                                       |
| Jeziorski (Malasiński, Bryk) – 38:21 | 5–1         |                                             |                             |                                                                                       |
| | 5–2         | 42:48 – Nakayashiki (H. Sato, K. Sato) (SH) |                             |                                                                                       |
| Bryk (Wronka, Komorski) (PP) – 52:00 | 6–2         |                                             |                             |                                                                                       |
| | 6–3         | 52:24 – Shinohara (H. Sato, Furuhashi)      |                             |                                                                                       |
| Komorski (Kapica) – 59:30 | 7–3         |                                             |                             |                                                                                       |
| | 7–4         | 59:58 – Nakayashiki (Furuhashi)             |                             |                                                                                       |

| 2019. május 4. 20:00 (19:00) | Észtország | 4–3 (h.u.) (1–3, 1–0, 1–0) (h.u.: 1–0) | Ukrajna | Tondiraba Ice Hall, Tallinn Nézőszám: 3927 |

| Jegyzőkönyv | Jegyzőkönyv           | Jegyzőkönyv                                   | Jegyzőkönyv      | Jegyzőkönyv                                                                           |
| --- | --------------------- | --------------------------------------------- | ---------------- | ------------------------------------------------------------------------------------- |
| | Villem-Henrik Koitmaa | Kapusok                                       | Bogdan Dyachenko | Játékvezetők: Mads Frandsen Christoffer Holm Vonalbírók: David Nothegger Gašper Zganc |
| \| \| 0–1 \| 01:35 – Merezhko (Hrytsenko, Nimenko) \| \| \| 0–2 \| 01:55 – Lyalka (Pangelov-Yuldashev, Merezhko) \| \| Petrov (Makrov) – 03:51 \| 1–2 \| \| \| \| 1–3 \| 14:59 – Babynets (Cherdak) (PP) \| \| Vitanen (Embrich, Svarogin) – 39:24 \| 2–3 \| \| \| Andrejev (Petrov) – 50:54 \| 3–3 \| \| \| Rooba (Lahesalu, Petrov) (PP) – 61:22 \| 4–3 \| \| |                       |                                               |                  | Játékvezetők: Mads Frandsen Christoffer Holm Vonalbírók: David Nothegger Gašper Zganc |
| 2 perc | Büntetések            | 18 perc                                       |                  | Játékvezetők: Mads Frandsen Christoffer Holm Vonalbírók: David Nothegger Gašper Zganc |
| 38 | Lövések               | 17                                            |                  | Játékvezetők: Mads Frandsen Christoffer Holm Vonalbírók: David Nothegger Gašper Zganc |
| | 0–1                   | 01:35 – Merezhko (Hrytsenko, Nimenko)         |                  | Játékvezetők: Mads Frandsen Christoffer Holm Vonalbírók: David Nothegger Gašper Zganc |
| | 0–2                   | 01:55 – Lyalka (Pangelov-Yuldashev, Merezhko) |                  | Játékvezetők: Mads Frandsen Christoffer Holm Vonalbírók: David Nothegger Gašper Zganc |
| Petrov (Makrov) – 03:51 | 1–2                   |                                               |                  | Játékvezetők: Mads Frandsen Christoffer Holm Vonalbírók: David Nothegger Gašper Zganc |
| | 1–3                   | 14:59 – Babynets (Cherdak) (PP)               |                  |                                                                                       |
| Vitanen (Embrich, Svarogin) – 39:24 | 2–3                   |                                               |                  |                                                                                       |
| Andrejev (Petrov) – 50:54 | 3–3                   |                                               |                  |                                                                                       |
| Rooba (Lahesalu, Petrov) (PP) – 61:22 | 4–3                   |                                               |                  |                                                                                       |